# Desa Cikareo (administrativ by i Indonesien, Jawa Barat)
Desa Cikareo är en administrativ by i Indonesien.   Den ligger i provinsen Jawa Barat, i den västra delen av landet, 50 km väster om huvudstaden Jakarta.